# Кутили
Кутили (пол. Kutyły) — село в Польщі, у гміні Яроцин Ніжанського повіту Підкарпатського воєводства.
У 1975-1998 роках село належало до Тарнобжезького воєводства.